# ما بعد الحقيقة
ما بعد الحقيقة مفهوم يشير إلى الحالة أو الظروف التي تكون فيها الحقائق الموضوعية أقل تأثيرا في تشكيل الرأي العام من المشاعر الشخصية ونداءات العاطفة والمعتقدات الخاصة. هذه الحالة قابلة للقياس ويمكن ملاحظتها تجريبيا (في فترة تاريخية مُحددة) وتدقق في حالة القلق العامة بخصوص الحقيقة وشرعية روايتها علنا[بحاجة لمصدر].
عام 2016، أطلق قاموس أكسفورد على مصطلح ما بعد الحقيقة لقب «كلمة العام» نسخة محفوظة 16 نوفمبر 2016 على موقع واي باك مشين.، وتم تعريفه في القاموس بأنه: «يتعلق أو يشير إلى الظروف التي تكون فيها الحقائق الموضوعية أقل تأثيرا في تشكيل الرأي العام من نداء العاطفة والمعتقدات الشخصية».
رصد الموقع الرسمي لقاموس أكسفورد زيادة في استخدام مصطلح ما بعد الحقيقة، خلال فترة الانتخابات الرئاسية الأمريكية لعام 2016 واستفتاء خروج بريطانيا من الاتحاد الأوروبي.
يشير قاموس أكسفورد أيضا إلى أن مصطلح ما بعد الحقيقة غالبا ما يستخدم للإشارة إلى "سياسة ما بعد الحقيقة" .